# Barbara Stanwyck
Ruby Catherine Stevens, dite Barbara Stanwyck, est une actrice américaine, née le 16 juillet 1907 à New York et morte le 20 janvier 1990 à Santa Monica (Californie).
Elle commence au cinéma dès la fin du muet et est lancée par le metteur en scène Frank Capra qui lui donne ses premiers rôles importants. Elle incarne les stéréotypes de l’héroïne du film noir, et aborde d'autres genres cinématographiques parmi  les plus variés : le mélodrame, le western, le film policier, la comédie, le film social. Proposée quatre fois pour un Oscar, elle n'en reçoit aucun. Cependant en 1982, elle reçoit un Oscar d'honneur pour l'ensemble de sa carrière.

## Biographie

### Enfance

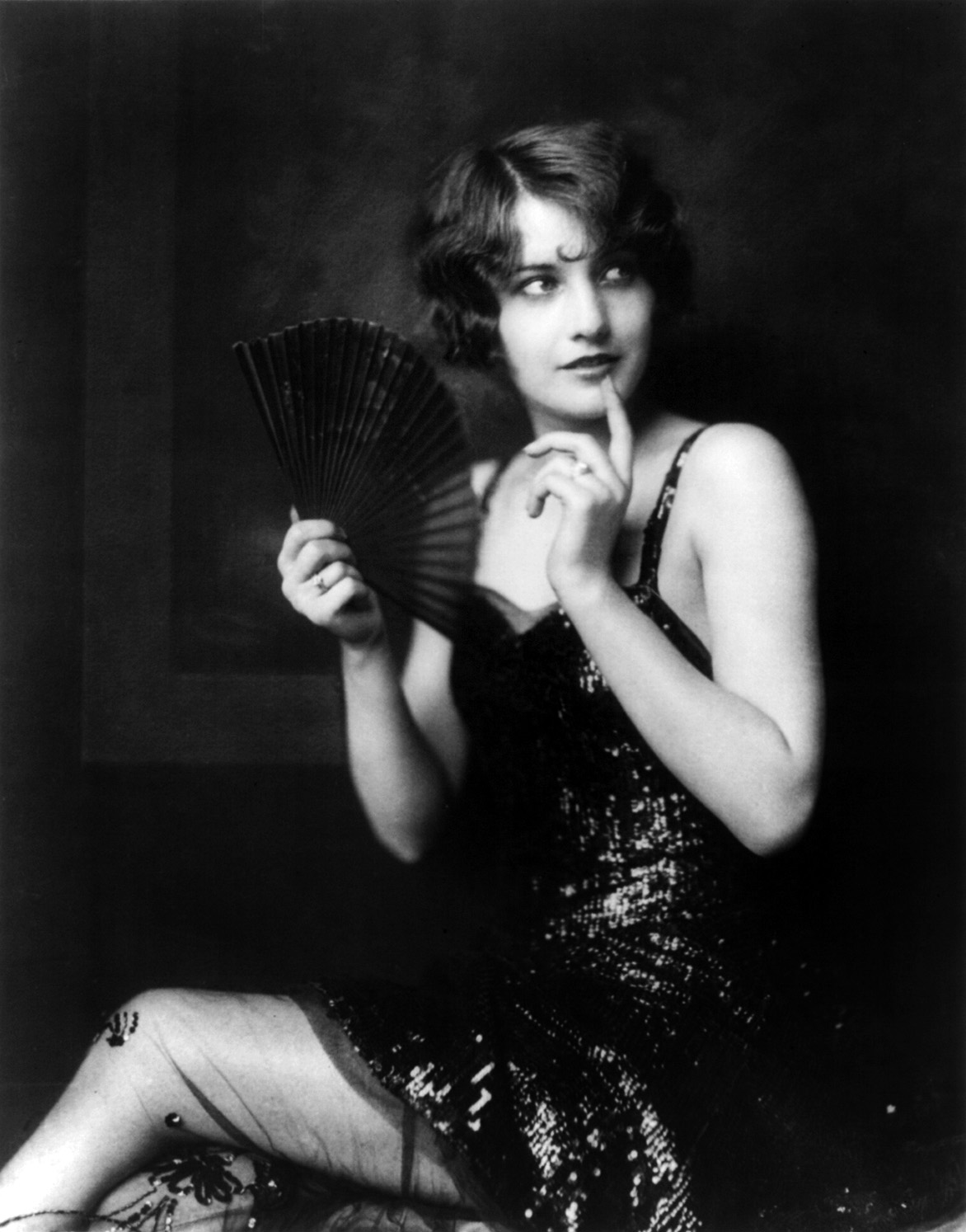
Ruby Stevens, Ziegfeld Girl en 1924. Photographie d'Alfred Cheney Johnston.

Ruby Catherine Stevens naît en 1907 à New York dans le quartier de Brooklyn. Issue d’un milieu pauvre, elle est d'ascendance écossaise et irlandaise. Elle n’a que 4 ans lorsque sa mère meurt accidentellement, poussée par un homme ivre à la sortie d’un tramway. Deux semaines après les funérailles, son père part travailler à la construction du canal de Panama et ne donne plus signe de vie. Ruby, cadette de cinq enfants, est alors élevée par sa sœur aînée et des familles d’accueil. Elle commence dès l’adolescence à travailler, notamment comme emballeuse puis standardiste[réf. nécessaire].

### Premiers spectacles
Elle tente sa chance dans le milieu du spectacle. Dès l’âge de 15 ans, elle chante et danse dans des cabarets et music-halls, avant d’obtenir un engagement comme showgirl dans les Ziegfeld Follies en 1923.
Ruby Stevens apparaît sur les scènes de Broadway dans des premiers rôles, notamment à l'Hudson Theatre dans The Noose (en) en 1926 et dans Burlesque en 1927 où elle obtient un gros succès et de bonnes critiques. Willard Mack, imprésario à l’origine de ses débuts à Broadway dans The Noose, change son nom en Barbara Stanwyck, disant que celui de Ruby Stevens faisait vraiment « trop strip-teaseuse ».
Au cours de cette période, son ami Oscar Levant, auteur-compositeur rencontré lorsqu'elle était showgirl, lui présente Frank Fay, acteur célèbre de New York spécialisé dans le vaudeville. La jeune actrice est séduite et l'épouse le 26 août 1928 — elle avouera plus tard qu’il était comme le père qu’elle n’avait jamais eu. Barbara Stanwyck ne pouvant avoir d’enfant, le couple adopte le 5 décembre 1932 Dion Anthony, né en février de la même année.

### Début de carrière cinématographique
Parallèlement à sa carrière théâtrale, Barbara Stanwyck débute dans le cinéma avec un film muet, Broadway nights (1927), avec l'appui de son mari. Elle est également remarquée grâce à ses succès théâtraux par le producteur Joseph M. Schenck qui l’engage pour Le Signe sur la porte dont le tournage a lieu à New York. Mais ces premiers films sont des échecs.
Frank Fay ayant obtenu un rôle pour The Show of Shows, le couple se rend à Hollywood. Là-bas, Fay présente et vante les mérites de sa femme à Harry Cohn, directeur de la Columbia ; ce dernier propose alors à l’actrice de faire un film de série B, Mexicali Rose.

### Une star du pré-code

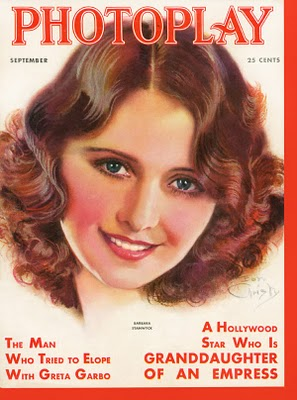
Barbara Stanwyck en couverture du Photoplay de septembre 1931.

C’est la rencontre avec Frank Capra qui lance la carrière de Barbara Stanwyck. Le réalisateur impose, contre l’avis des studios Columbia, Barbara Stanwyck en 1930 dans Femmes de luxe (Ladies of Leisure).
C’est en visionnant un bout d’essai que l'actrice avait fait pour la Warner que Capra l’engage.
«… Au bout de trente secondes seulement, j’avais le cœur serré comme dans un étau. Elle suppliait le gouverneur de gracier son mari emprisonné. Jamais de ma vie je n’avais vu ou entendu une telle sincérité dans l’expression des sentiments humains. J’avais les larmes aux yeux lorsque la lumière revint. J’étais comme foudroyé. »
Capra est conquis par la personnalité de l’actrice ; il l’aide à adoucir son image un peu trop abrupte et lui ouvre de nouveaux horizons à Hollywood. Le réalisateur lui fait signer un contrat non exclusif avec la Columbia Pictures, ce qui permet à l’actrice de tourner également pour les studios Warner Bros. ainsi qu’avec toutes les principales compagnies hollywoodiennes, de la RKO à la 20th Century Fox.
Capra et Stanwyck enchaînent avec The Miracle Woman en 1931 dont le sujet est inspiré de la vie d’Aimee Semple McPherson, célèbre prédicatrice qui, en exploitant la crédulité religieuse, se bâtit une fortune au milieu des années 1920 aux États-Unis. C’est le troisième film avec Capra, Amour défendu (Forbidden) (1932), qui la révèle au grand public. Le réalisateur tourne encore deux films avec elle : La Grande Muraille (The Bitter Tea of General Yen) et huit ans plus tard, L'Homme de la rue (Meet John Doe) (1941) avec Gary Cooper.
Elle est classée parmi les plus grandes stars du moment : Gloria Swanson, Greta Garbo, Marlene Dietrich, Katharine Hepburn, Joan Crawford et Bette Davis.

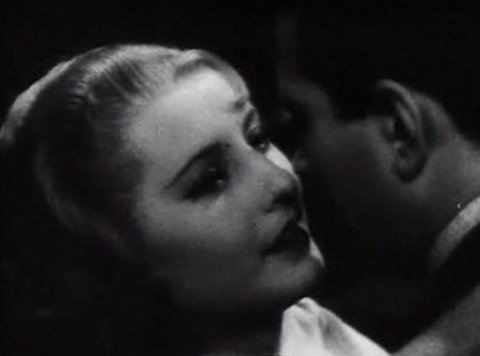
Liliane (1933).

Elle incarne des femmes combatives et indépendantes dans l’Amérique en crise du début des années 1930 à l’ère du Pré-Code, dans des films aussi divers que Illicit (1931), Toujours dans mon cœur (Ever In My Heart, 1933) et Franc Jeu (Gambling Lady, 1934), tous trois signés Archie Mayo, Ladies They Talk About (1933) de Howard Bretherton, Liliane (Baby Face, 1933) d'Alfred E. Green, Mariage secret (The Secret Bride, 1935) de William Dieterle ou La Dame en rouge (The Woman in Red, 1935) de Robert Florey. Elle fait une composition remarquée spécialement dans Liliane (1933), d'après un scénario du producteur Darryl F. Zanuck, où elle use de ses charmes pour se retrouver au sommet de l’échelle sociale sans se soucier de briser des carrières ou de provoquer des suicides. L’histoire, par trop sulfureuse, eut des problèmes avec la censure. Jack Warner, directeur de la Warner Bros., édulcora quelque peu le scénario et imposa une fin plus conforme à la morale de l’époque.
William Wellman lui offre également de beaux rôles dès le début des années 1930 dans L'Ange blanc (Night Nurse, 1931), Mon grand (So Big, 1932), The Purchase Price (1932), plus tard dans L'Inspiratrice (The Great Man's Lady, 1942) et L'Étrangleur (Lady of burlesque, 1943).
Outre Capra, Wellman et Dieterle, elle tourne avec d’autres grands réalisateurs : John Ford pour Révolte à Dublin (1936), Cecil B. DeMille pour Pacific Express (1939), Rouben Mamoulian dans L'Esclave aux mains d'or (Golden Boy) (1939) : elle y rencontre un tout jeune débutant encore hésitant, William Holden, qu’elle défend en menaçant de quitter le tournage s’il est renvoyé. Holden déclara bien plus tard qu’il lui devait sa carrière.

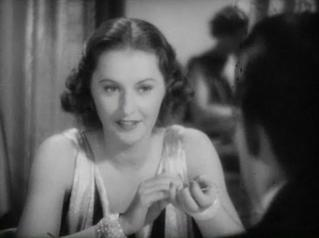
La Fièvre des tropiques (1936).

Elle joue dans le mélodrame de King Vidor, Stella Dallas (1937), grâce auquel elle obtient sa première nomination aux Oscars : elle y incarne un personnage de femme élevant seule son enfant et qui finit par se sacrifier pour faire le bonheur de sa fille.
Dans cette première partie des années 1930, ses relations avec son mari se dégradent car, contrairement à celle de Barbara Stanwyck, la carrière de Frank Fay est au point mort : il se met à boire et devient violent. Ils finissent par divorcer en 1935 et se déchirent pour la garde de leur fils adoptif. Certains historiens prétendent que leur relation a inspiré le film de William A. Wellman, Une étoile est née.
En 1936, sur le plateau de La Fièvre des tropiques, elle rencontre un des jeunes premiers les plus séduisants d'Hollywood, Robert Taylor. Une relation naît entre eux, qui se concrétise trois ans plus tard par un mariage, organisé par la Metro-Goldwyn-Mayer, pratique courante à l’époque à Hollywood. Lassée des infidélités de son mari, l’actrice finit par divorcer le 21 février 1951.

### Les années 1940

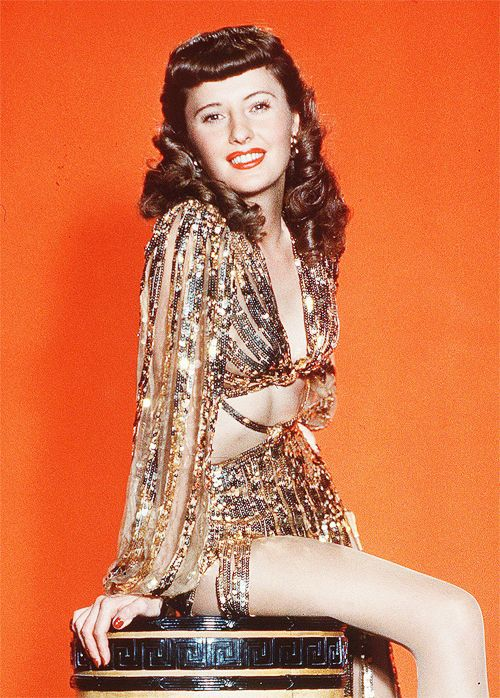
Barbara Stanwyck dans Boule de feu (1941).

Au début des années 1940, Barbara Stanwyck est une des rares stars indépendantes libres d’engagement à long terme avec les studios : elle gère seule sa carrière. Viennent les années de gloire : en 1944, elle est classée par le ministère du Trésor américain la femme la mieux payée aux États-Unis, avec plus de 400 000 dollars par film.
Refusant de se cantonner à un certain type de rôles, elle compose des personnages des plus éclectiques dans tous les genres cinématographiques. Comme l’écrit Noël Simsolo : « Parfaite dans la comédie, le mélodrame ou la tragédie, chaque film lui est un moyen de renouveler son image et de prouver l’étendue de son jeu. »
Elle aborde la décennie 1940 dans le genre de la comédie. Elle démontre un réel talent comique dans  Un cœur pris au piège (The Lady Eve), tourné par un maître du genre, Preston Sturges ; elle y incarne une aventurière sans scrupules qui séduit un milliardaire timide incarné par Henry Fonda ; également dans Tu m'appartiens où elle retrouve Henry Fonda. Elle joue une voleuse impénitente aux côtés de Fred MacMurray dans L'Aventure d'une nuit (Remember the Night). Howard Hawks lui fait interpréter une pétulante chanteuse de cabaret qui bouleverse la vie de professeurs dont fait partie Gary Cooper dans Boule de feu. Le réalisateur prend plaisir à travailler avec Barbara Stanwyck et la range ainsi parmi les meilleures actrices qu’il a dirigées. Son « abattage » et sa fantaisie hors pair dans ce film sont récompensés par une nomination aux oscars. Dans L'Homme de la rue (Meet John Doe) de son réalisateur fétiche Frank Capra, elle côtoie le drame et la comédie.

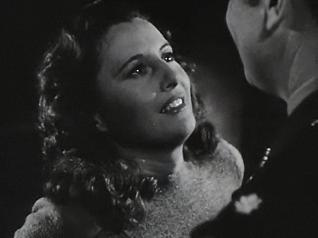
Le Droit d'aimer (1946).

La suite de sa filmographie s’enrichit de mélodrames, un genre dans lequel elle a déjà fait ses preuves. Elle est, avec Bette Davis et Joan Crawford, une des plus grandes stars du genre avec des films comme Le Droit d'aimer (My Reputation, 1946) de Curtis Bernhardt, L'Orchidée blanche (The Other Love, 1947) d'André de Toth, Ville haute, ville basse (East Side West Side, 1949) de Mervyn LeRoy (avec James Mason et Ava Gardner), Chaînes du destin (No Man of Her Own, 1950) de Mitchell Leisen, Le démon s'éveille la nuit (Clash by Night, 1952) de Fritz Lang, Le Souffle sauvage (Blowing Wild, 1953) de Hugo Fregonese, La Tour des ambitieux (Executive Suite, 1954) de Robert Wise, Désir de femme (All I Desire) (1953) et Demain est un autre jour (There's Always Tomorrow, 1956), tous deux de Douglas Sirk, La Rue chaude (Walk on The Wild Side, 1962) d’Edward Dmytryk…
Dans le western elle est la grande vedette féminine du genre. Elle en tourne de nombreux : La Gloire du cirque (1935) de George Stevens où elle interprète Annie Oakley, la partenaire de Buffalo Bill, Pacific Express (Union Pacific, 1939) de Cecil B. DeMille, Californie terre promise (California, 1946) de John Farrow, Les Furies (The Furies, 1950) d’Anthony Mann où elle affronte son père (Walter Huston) propriétaire terrien, La Reine de la prairie (Cattle Queen of Montana, 1954) d’Allan Dwan, Le Souffle de la violence (The Violent Men, 1955) de Rudolph Maté, La Horde sauvage (The Maverick Queen, 1956) de Joseph Kane et Quarante tueurs (Forty Guns, 1957) de Samuel Fuller. Dans ce dernier film, elle incarne une cheffe de bande despote, fouet à la main, habillée tout en noir en homme. Alors qu’elle est âgée de 50 ans, elle effectue elle-même certaines cascades plusieurs fois, dont celle où elle est désarçonnée et traînée sur plusieurs mètres par son cheval.

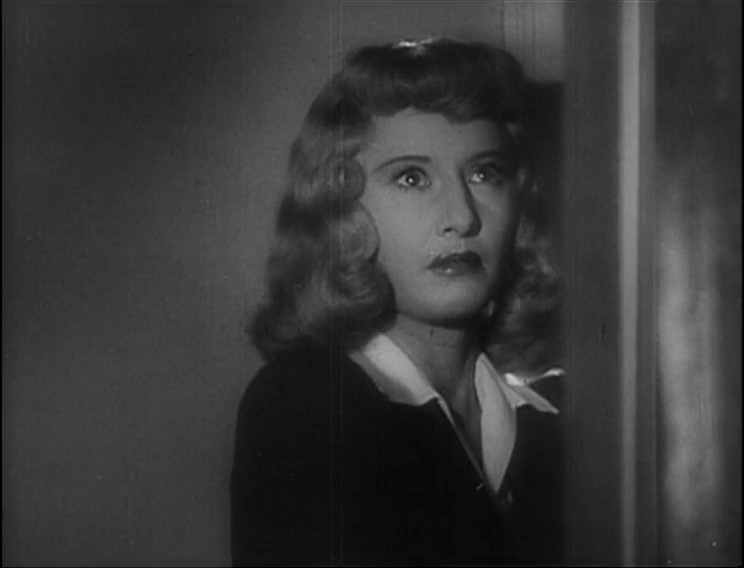
Assurance sur la mort (1944).

C’est dans le film noir qu’elle connait la consécration. En 1944, Billy Wilder lui confie un rôle très sombre dans Assurance sur la mort (Double Indemnity) qui est déterminant pour la suite de sa carrière. D’abord réticente en raison de la noirceur du personnage, Billy Wilder la convainc d’accepter en lui lançant un défi : « Êtes-vous une souris ou une actrice ? », « J’espère être une actrice » lui répond-elle, « Alors, acceptez le rôle. » Elle l’accepte en lui en étant très reconnaissante. Transformée pour l'occasion en une vamp blonde, séduisante et perverse face à Fred MacMurray, elle incarne alors un de ses meilleurs personnages. Ce chef-d’œuvre du film noir impose Stanwyck dans la mythologie du genre. Sept nominations aux Oscars couronnent le film (dont celle des meilleurs film, scénario, réalisation et actrice) mais il n’en remporte aucun.
Elle incarne encore la « bad girl » dans plusieurs films marquants comme dans : La Femme à l'écharpe pailletée (The File on Thelma Jordon), avec un beau rôle de garce où, dans une scène célèbre, elle brûle le visage de son amant avec un allume-cigare ; L'Emprise du crime (The Strange Love of Martha Ivers) avec un Kirk Douglas débutant ; Le Souffle sauvage ; Meurtrière ambition ; et les victimes dans La Seconde Madame Carroll face à Humphrey Bogart ; Raccrochez, c'est une erreur ! avec un autre débutant, Burt Lancaster ; La Plage déserte ; Témoin de ce meurtre…
Stanwyck aborde aussi le genre particulier du « film de Noël » avec L'Aventure d'une nuit de Mitchell Leisen (1940) et Joyeux Noël dans le Connecticut (Christmas in Connecticut de Peter Godfrey (1945).
Pendant la Seconde Guerre mondiale, avec d’autres stars du cinéma elle participe au Hollywood Victory Caravan, en 1942, une tournée en train de deux semaines à travers les États-Unis, destinée à récolter des fonds pour le soutien à l'effort de guerre.
En 1948, pour la quatrième et dernière fois, elle échoue aux Oscars malgré la qualité du sombre Raccrochez, c'est une erreur ! (Sorry, Wrong Number) d’Anatole Litvak et celle de son interprétation d'une femme malade qui surprend une conversation téléphonique entre deux tueurs préparant son assassinat (les votants des Oscars lui préfèrent en effet Jane Wyman dans son personnage de sourde-muette du Johnny Belinda de Jean Negulesco).

### Fin de carrière et star du petit écran

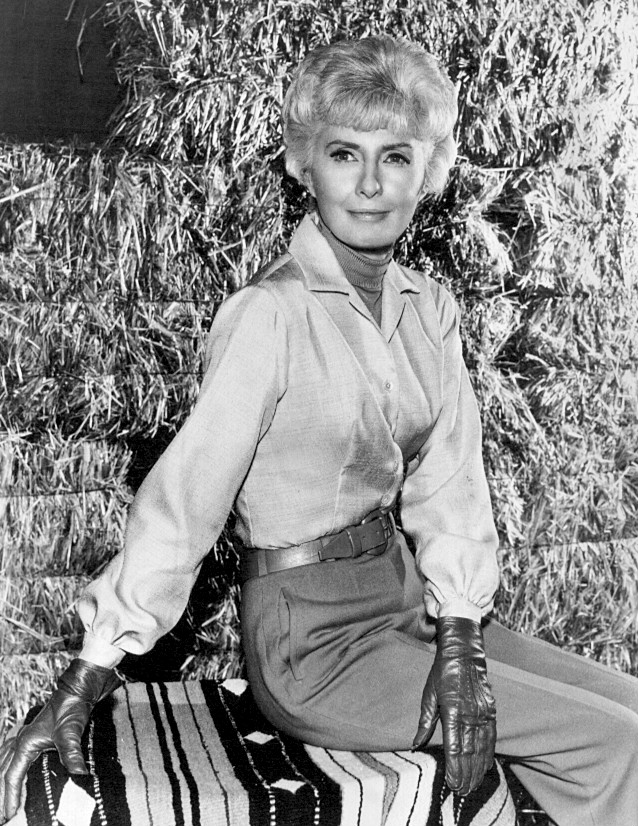
Barbara Stanwyck en propriétaire terrienne dans La Grande Vallée (cliché de 1968).

La carrière cinématographique de Barbara Stanwyck déclinant depuis le milieu des années 1950, elle apparaît au cinéma pour les dernières fois dans L'Homme à tout faire au côté d'Elvis Presley et Celui qui n'existait pas (William Castle, 1964) au côté de Robert Taylor, son ex-mari.
Elle se consacre par la suite au petit écran, participant à la série The Barbara Stanwyck Show (1960-1961) pour laquelle elle remporte le premier de ses Emmy Awards en 1961. Elle obtient son deuxième Emmy Award en 1966 pour son rôle de Victoria Barkley dans La Grande Vallée (1965-1969) qui fait d'elle l'une des actrices les plus populaires à la télévision. Âgée de 60 ans, elle effectue sans doublure toutes les cascades dans ce western où elle incarne une veuve énergique et chef de famille à la tête d’un ranch.
En 1981, elle espère décrocher le rôle féminin de La Maison du lac, face à Henry Fonda, rôle qui échoit à Katharine Hepburn. L’année suivante, bien que déjà malade, elle se rend sur scène pour recevoir un Oscar d'honneur.
Elle obtient son troisième Emmy Award pour le rôle de Mary Carson, riche propriétaire du domaine de Drogheda, dans Les oiseaux se cachent pour mourir (1983) où son personnage de matriarche tyrannique tente de vamper Richard Chamberlain. Sa dernière prestation d’actrice se situe dans la première saison de Dynastie 2 : Les Colby (1985-1986), série dérivée de Dynastie, où elle interprète la sœur du personnage joué par Charlton Heston.
Elle meurt le 21 janvier 1990 d'un arrêt cardiaque consécutif à une bronchopneumopathie chronique, à l’hôpital St. John de Santa Monica, en Californie, dans sa 83e année. Stanwyck fumait depuis l'âge de 9 ans, et n'avait arrêté qu'en 1978 ; mais pour la série Les oiseaux se cachent pour mourir, elle fumait dans certaines scènes, ce qui a pu déclencher une bronchite.
Barbara Stanwyck fut nommée par l'American Film Institute onzième meilleure actrice de légende du cinéma.[Quand ?]

### Vie privée
Barbara Stanwyck a pour amie l'actrice Caryl Lincoln qui épouse, en 1934, son frère Byron.
Concernant sa vie amoureuse, Stanwyck n'a jamais véritablement correspondu au moule voulu par Hollywood. Nombre d'historiens du cinéma ont analysé son mariage avec Frank Fay (avec qui elle a adopté son fils Anthony Dion Fay), puis avec Robert Taylor comme des mariages lavande, soit des relations de convenance, fictives, montées de toutes pièces pour cacher la véritable orientation sexuelle de Stanwyck (et de Taylor). Car si Stanwyck n'a jamais ouvertement parlé de son identité sexuelle, son biographe Axel Madsen la décrit « avec Greta Garbo, comme la plus célèbre lesbienne cachée d'Hollywood ». Au-delà d'une aventure avec Tallulah Bankhead, sa compagne la plus importante a été l'actrice devenue son agent artistique, Helen Ferguson. Stanwyck a aussi eu des aventures avec Humphrey Bogart, Gary Cooper ou William Holden en plus de ses liaisons avec Frank Capra et Robert Wagner. Privilégiant les rôles de femmes fortes, Stanwyck a représenté un modèle pour des générations de lesbiennes des années 1960 aux années 1980.

## Filmographie

### Cinéma

#### Années 1920
- 1927 : Fay et Fanchette (Broadway Nights) de Joseph C Boyle : une danseuse
- 1929 : Le Signe sur la porte (The Locked Door) de George Fitzmaurice : Ann Carter
- 1929 : Cabaret mexicain (Mexicali Rose) de Erle C. Kenton : Mexicali Rose

#### Années 1930

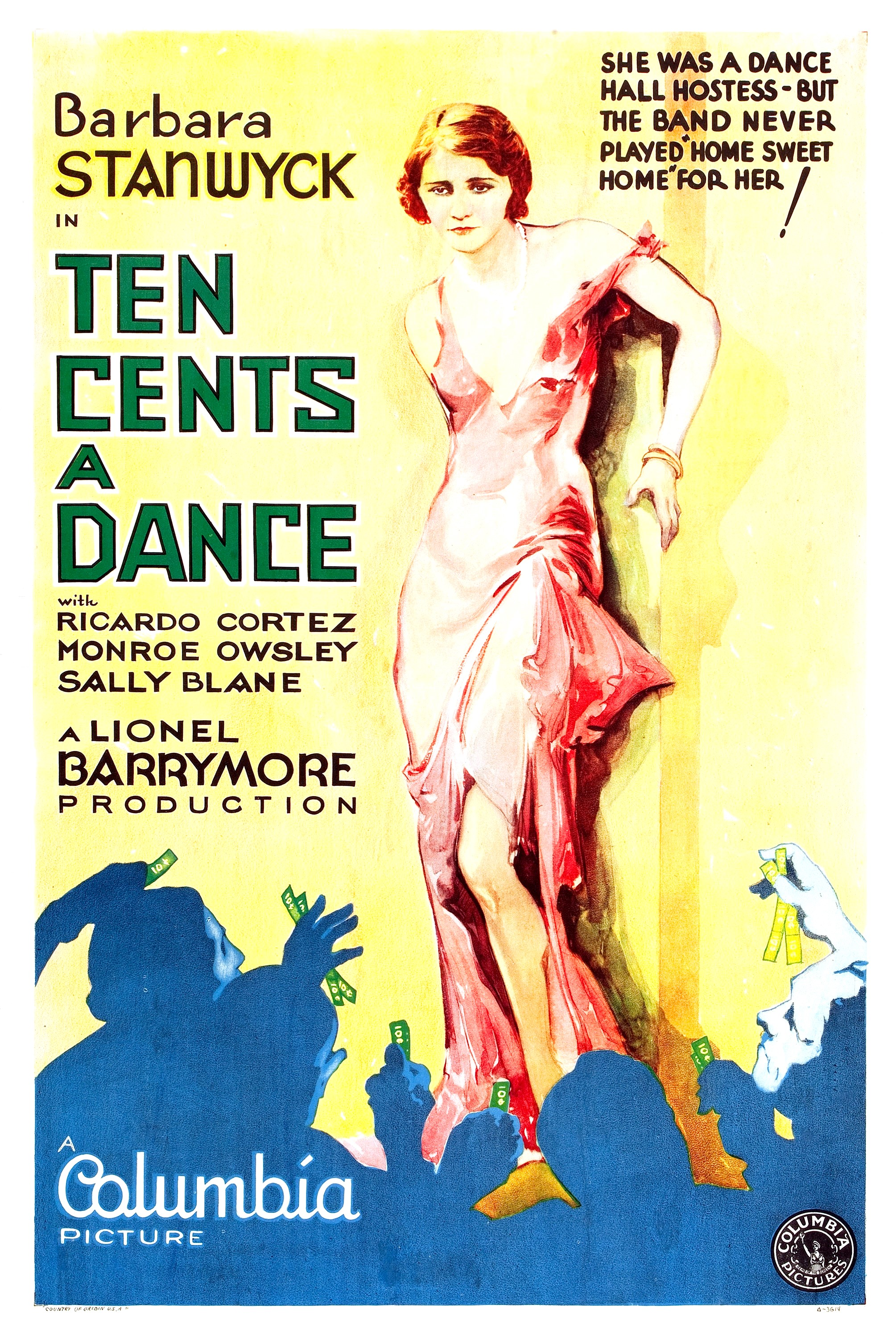
Ten Cents a Dance (1931).

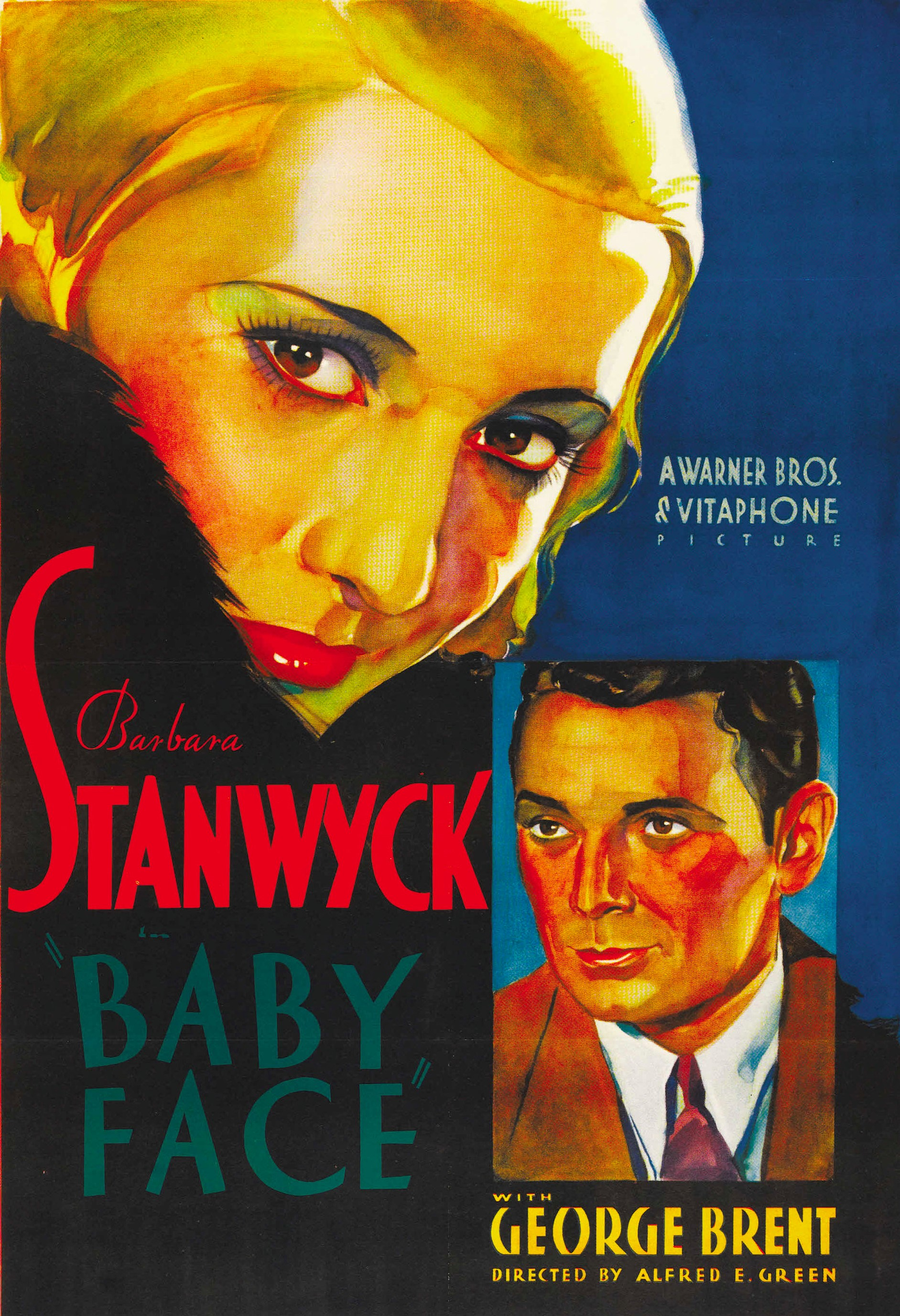
Liliane (1933).

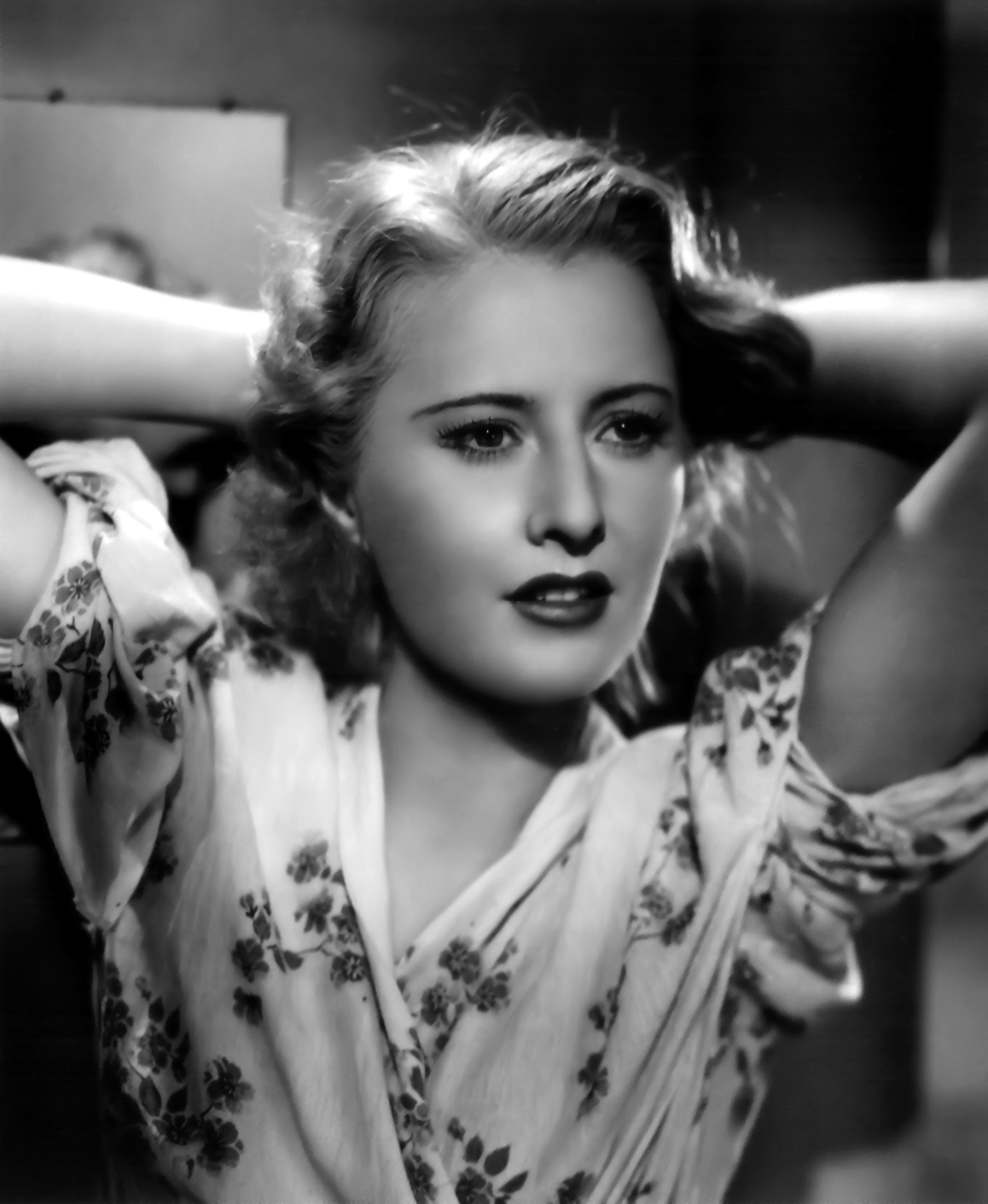
Stella Dallas (1937).

- 1930 : Femmes de luxe (Ladies of Leisure) de Frank Capra : Kay Arnold
- 1931 : Illicit d'Archie Mayo : Anne Vincent Ives
- 1931 : Ten Cents a Dance de Lionel Barrymore : Barbara O'Neill
- 1931 : Les Bijoux volés (The Slippery Pearls) de William C. McGann : (caméo)
- 1931 : L'Ange blanc (Night Nurse) de William A. Wellman : Lora Hart
- 1931 : La Femme aux miracles (The Miracle Woman) de Frank Capra : Florence « Faith » Fallon
- 1932 : Amour défendu (Forbidden) de Frank Capra : Lulu Smith
- 1932 : Shopworn de Nick Grinde : Kitty Lane
- 1932 : Mon grand (So Big!) de William A. Wellman : Selina Peake De Jong
- 1932 : The Purchase Price de William A. Wellman : Francine La Rue, alias Joan Gordon
- 1932 : La Grande Muraille (The Bitter Tea of General Yen) de Frank Capra : Megan Davis
- 1933 : Ladies They Talk About de Howard Bretherton et William Keighley : Nan Taylor / Nan Ellis / Mme Andrews
- 1933 : Liliane (Baby Face) d'Alfred E. Green : Lily Powers
- 1933 : Toujours dans mon cœur (Ever in My Heart) d'Archie Mayo : Mary Archer Wilbrandt
- 1934 : Franc Jeu (Gambling Lady) d'Archie Mayo : Lady Lee
- 1934 : A Lost Lady d'Alfred E. Green : Marian Ormsby Forrester
- 1934 : Mariage secret (The Secret Bride) de William Dieterle : Ruth Vincent
- 1935 : La Dame en rouge (The Woman in Red) de Robert Florey : Shelby Barret Wyatt
- 1935 : Mexico et retour (Red Salute) de Sidney Lanfield : Drue Van Allen
- 1935 : La Gloire du cirque (Annie Oakley) de George Stevens : Annie Oakley
- 1936 : Message à Garcia (A Message to Garcia) de George Marshall : Raphaelita Maderos
- 1936 : Carolyn veut divorcer (The Bride Walks Out) de Leigh Jason : Carolyn Martin
- 1936 : La Fièvre des tropiques (His Brother's Wife) de W. S. Van Dyke : Rita Wilson Claybourne
- 1936 : Saint-Louis Blues (Banjo on My Knee) de John Cromwell : Pearl Elliott Holley
- 1936 : Révolte à Dublin (The Plough and the Stars) de John Ford : Nora Clitheroe
- 1937 : La Loi du milieu (Internes Can't Take Money) d'Alfred Santell : Janet Haley
- 1937 : Sa dernière chance (This Is My Affair) de William A. Seiter : Lil Duryea
- 1937 : Stella Dallas de King Vidor : Stella Martin « Stell » Dallas
- 1937 : Déjeuner pour deux (Breakfast for Two) d'Alfred Santell : Valentine « Val » Ransome
- 1938 : Adieu pour toujours (Always Goodbye) de Sidney Lanfield : Margot Weston
- 1938 : Miss Manton est folle (The Mad Miss Manton) de Leigh Jason : Melsa Manton
- 1939 : Pacific Express (Union Pacific) de Cecil B. DeMille : Mollie Monahan
- 1939 : L'Esclave aux mains d'or (Golden Boy) de Rouben Mamoulian : Lorna Moon

#### Années 1940

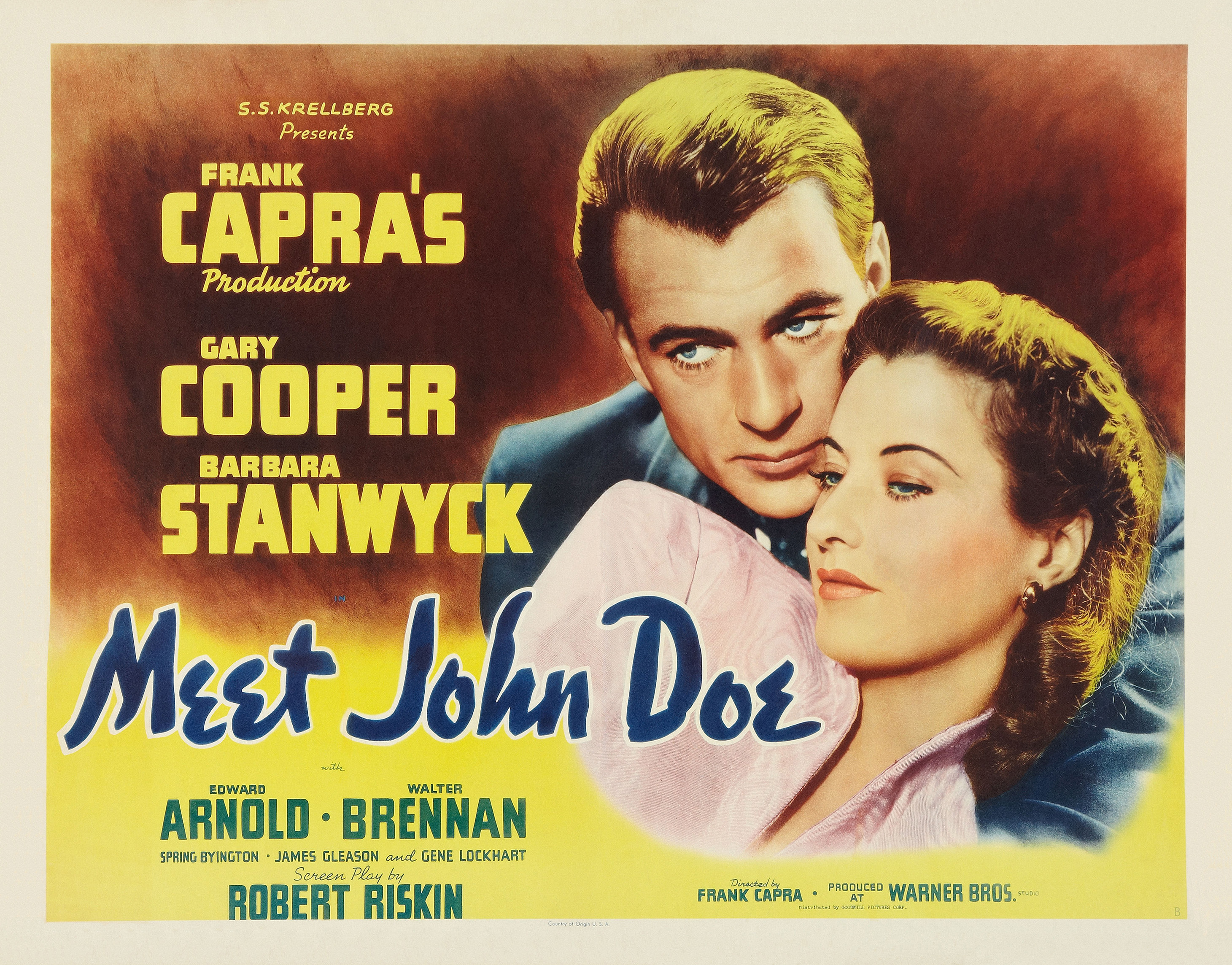
L'Homme de la rue (1941).

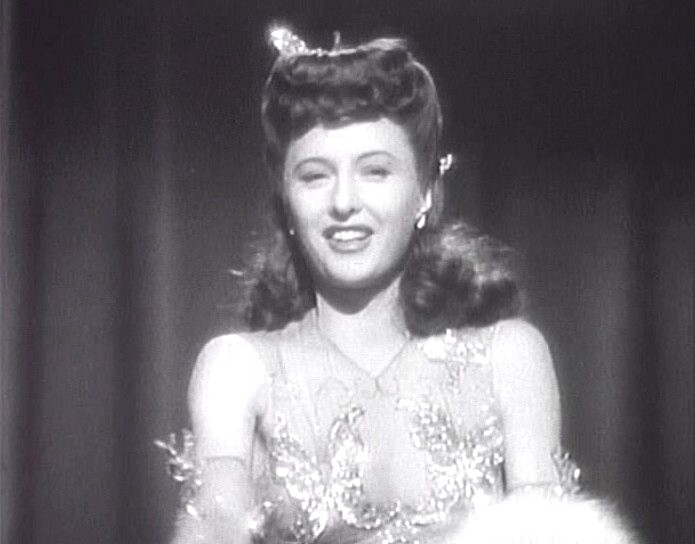
L'Étrangleur (1943).

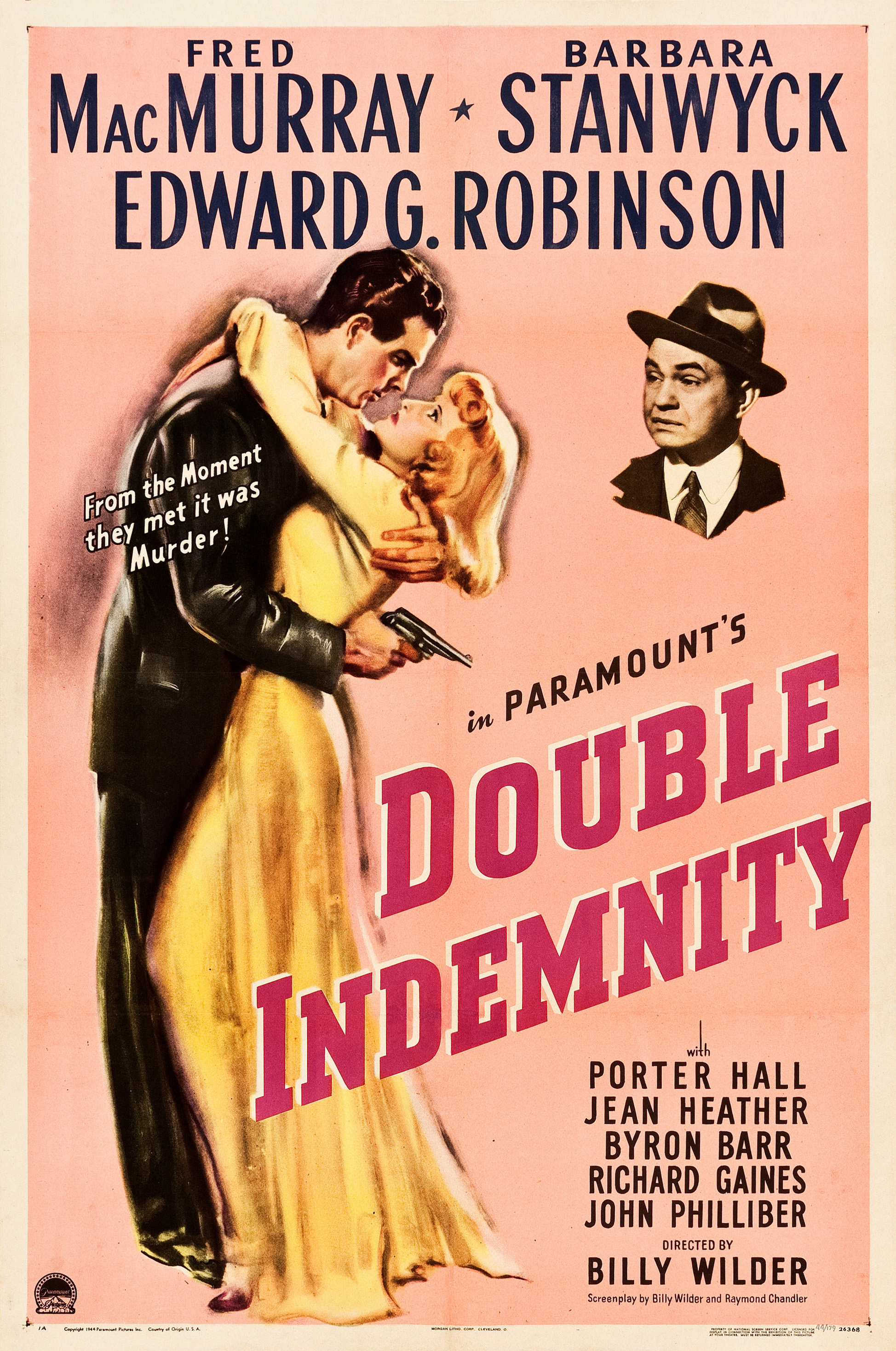
Assurance sur la mort (1944).

- 1940 : L'Aventure d'une nuit (Remember the Night) de Mitchell Leisen : Lee Leander
- 1941 : Un cœur pris au piège (The Lady Eve) de Preston Sturges : Jean Harrington
- 1941 : L'Homme de la rue (Meet John Doe) de Frank Capra : Ann Mitchell
- 1941 : Tu m'appartiens (You Belong to Me) de Wesley Ruggles : Helen Hunt
- 1941 : Boule de feu (Ball of Fire) de Howard Hawks : Katherine « Sugarpuss » O'Shea
- 1942 : L'Inspiratrice (The Great Man's Lady) de William A. Wellman : Hannah Sempler
- 1942 : Les Folles Héritières (The Gay Sisters) d'Irving Rapper : Fiona Gaylord
- 1943 : L'Étrangleur (Lady of Burlesque) de William A. Wellman : Deborah Hoople, alias Dixie Daisy
- 1943 : Obsessions (Flesh and Fantasy) de Julien Duvivier : Joan Stanley
- 1944 : Assurance sur la mort (Double Indemnity) de Billy Wilder : Phyllis Dietrichson
- 1944 : Hollywood Canteen de Delmer Daves : (caméo)
- 1945 : Joyeux Noël dans le Connecticut (Christmas in Connecticut) de Peter Godfrey : Elizabeth Lane
- 1946 : Le Droit d'aimer (My Reputation) de Curtis Bernhardt : Jessica Drummond
- 1946 : Amazone moderne (The Bride Wore Boots) d'Irving Pichel : Sally Warren
- 1946 : L'Emprise du crime (The Strange Love of Martha Ivers) de Lewis Milestone : Martha Ivers
- 1946 : Californie terre promise (California) de John Farrow : Lily Bishop
- 1947 : L'Orchidée blanche (The Other Love) d'André de Toth : Karen Duncan
- 1947 : La Seconde Madame Carroll (The Two Mrs. Carrolls) de Peter Godfrey : Sally Morton Carroll
- 1947 : Le Loup des sept collines (Cry Wolf) de Peter Godfrey : Sandra Marshall
- 1947 : Hollywood en folie (Variety Girl) de George Marshall : elle-même
- 1948 : L'Indomptée (B .F.'s Daughter) de Robert Z. Leonard : Pauline « Polly » Fulton Brett
- 1948 : Raccrochez, c'est une erreur (Sorry, Wrong Number) d'Anatole Litvak : Leona Stevenson
- 1949 : Une femme joue son bonheur (The Lady Gambles) de Michael Gordon : Joan Phillips Boothe
- 1949 : Ville haute, ville basse (East Side, West Side) de Mervyn LeRoy : Jessie Bourne
- 1949 : La Femme à l'écharpe pailletée (The File on Thelma Jordon) de Robert Siodmak : Thelma Jordon

#### Années 1950

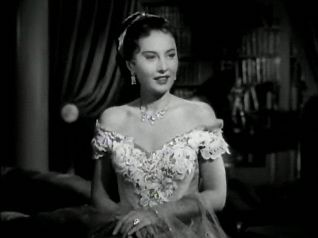
L'Homme au manteau noir (1951).

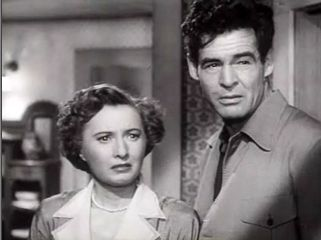
Avec Robert Ryan dans Le démon s'éveille la nuit (1952).

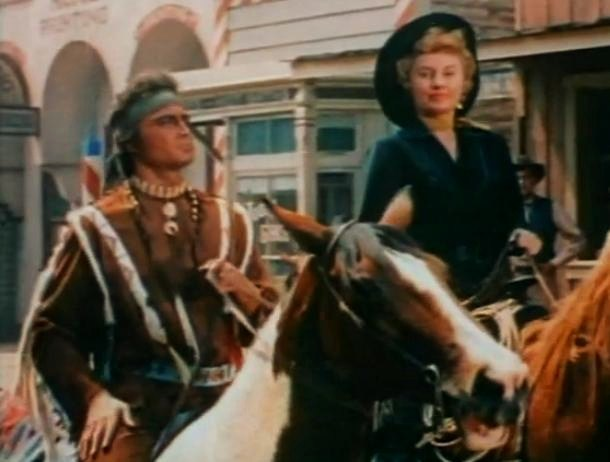
Avec Lance Fuller dans La Reine de la prairie (1954).

- 1950 : Chaînes du destin (No Man of Her Own) de Mitchell Leisen : Helen Ferguson / Patrice Harkness
- 1950 : Les Furies (The Furies) d'Anthony Mann : Vance Jeffords
- 1950 : Pour plaire à sa belle (To Please a Lady) de Clarence Brown : Regina Forbes
- 1951 : L'Homme au manteau noir (The Man with a Cloak) de Fletcher Markle : Lorna Bounty
- 1952 : Le démon s'éveille la nuit (Clash by Night) de Fritz Lang : Mae Doyle D'Amato
- 1953 : La Plage déserte (Jeopardy) de John Sturges : Helen Stilwin
- 1953 : Titanic de Jean Negulesco : Julia Sturges
- 1953 : Désir de femme (All I Desire) de Douglas Sirk : Naomi Murdock
- 1953 : Le Voleur de minuit (The Moonlighter) de Roy Rowland : Rela
- 1953 : Le Souffle sauvage (Blowing Wild) de Hugo Fregonese : Marina Conway
- 1954 : Témoin de ce meurtre (Witness to Murder) de Roy Rowland : Cheryl Draper
- 1954 : La Tour des ambitieux (Executive Suite) de Robert Wise : Julia O. Tredway
- 1954 : La Reine de la prairie (Cattle Queen of Montana) d'Allan Dwan : Sierra Nevada Jones
- 1955 : Le Souffle de la violence (The Violent Men) de Rudolph Maté : Martha Wilkison
- 1955 : Les Rubis du prince birman (Escape to Burma) d'Allan Dwan : Gwen Moore
- 1956 : Demain est un autre jour (There's Always Tomorrow) de Douglas Sirk : Norma Miller Vale
- 1956 : La Horde sauvage (The Maverick Queen) de Joseph Kane : Kit Banion
- 1956 : Passé perdu (These Wilder Years) de Roy Rowland : Ann Dempster
- 1957 : Quarante tueurs (Forty Guns) de Samuel Fuller : Jessica Drummond
- 1957 : Meurtrière ambition (Crime of Passion) de Gerd Oswald : Kathy Ferguson Doyle
- 1957 : Femme d'Apache (Trooper Hook) de Charles Marquis Warren : Cora Sutliff

#### Années 1960
- 1962 : La Rue chaude (Walk on the Wild Side) d'Edward Dmytryk : Jo Courtney
- 1964 : L'Homme à tout faire (Roustabout) de John Rich : Maggie Morgan
- 1964 : Celui qui n'existait pas (The Night Walker) de William Castle : Irene Trent

### Télévision
- 1956 : The Ford Television Theatre (en) (série télévisée) : Irene Frazier (1 épisode)
- 1958 : Alcoa Theatre (en) (série télévisée) : Midge Varney (1 épisode)
- 1958 : Goodyear Theatre (série télévisée) : Midge Varney (1 épisode)
- 1958 - 1959 : Zane Grey Theater (en) (série télévisée) : Belle Garrison (4 épisodes)
- 1960 - 1961 : The Barbara Stanwyck Show (en) (série télévisée) : Josephine Little (36 épisodes)
- 1961 : General Electric Theater (série télévisée) : Lili Parrish (1 épisode)
- 1961 - 1964 : La Grande Caravane (Wagon Train) (série télévisée) : Maud Frazer/Caroline Casteel/Kate Crawley (4 épisodes)
- 1962 : Rawhide (série télévisée) : Nora Holloway (1 épisode)
- 1962 : The Dick Powell Show (en) (série télévisée) : Irene Phillips (1 épisode)
- 1962 - 1963 : Les Incorruptibles (The Untouchables) (série télévisée) : Lt. Agatha Stewart (2 épisodes)
- 1964 : Calhoun: County Agent (téléfilm)
- 1965 - 1969 : La Grande Vallée (The Big Valley) (série télévisée) : Victoria Barkley (112 épisodes)
- 1970 : The House That Would Not Die (en) (téléfilm) : Ruth Bennett
- 1971 : A Taste of Evil (en) (téléfilm) : Miriam Jennings
- 1973 : The Letters (téléfilm) : Geraldine Parkington
- 1980 : Drôles de dames (Charlie's Angels) : Toni (1 épisode)
- 1983 : Les oiseaux se cachent pour mourir (The Thorn Birds) : Mary Carson (4 épisodes)
- 1985 : Dynastie (Dynasty) : Constance Colby Patterson (3 épisodes)
- 1985 - 1986 : Dynastie 2 : Les Colby : Constance Colby Patterson (24 épisodes)

## Distinctions

### Récompenses
- Mostra de Venise 1954 : Prix spécial du jury pour l'interprétation collective de La Tour des ambitieux
- Hollywood Walk of Fame 1960 : Etoile d'honneur
- Emmy Awards 1961 : Emmy Award de la meilleure actrice dans une série dramatique pour The Barbara Stanwyck Show (en)
- Emmy Awards 1966 : Emmy Award de la meilleure actrice dans une série dramatique pour La Grande vallée
- Oscars 1982 : Oscar d'honneur
- Emmy Awards 1983 : Emmy Award de la meilleure actrice pour Les oiseaux se cachent pour mourir
- Golden Globes 1984 : Golden Globe de la meilleure actrice dans un second rôle dans une série, une mini-série ou un téléfilm pour Les oiseaux se cachent pour mourir
- Golden Globes 1986 : Prix Cecil B. DeMille d'honneur

### Nominations
- Oscars 1938 : Meilleure actrice pour Stella Dallas
- Oscars 1942 : Meilleure actrice pour Boule de feu
- Oscars 1945 : Meilleure actrice pour Assurance sur la mort
- Oscars 1949 : Meilleure actrice pour Raccrochez, c'est une erreur
- Golden Globes 1966 : Meilleure actrice dans une série télévisée pour La Grande vallée
- Golden Globes 1967 : Meilleure actrice dans une série télévisée pour La Grande vallée
- Emmy Awards 1967 : Meilleure actrice dans une série dramatique pour La Grande vallée

- Golden Globes 1968 : Meilleure actrice dans une série télévisée pour La Grande vallée
- Emmy Awards 1968 : Meilleure actrice dans une série dramatique pour La Grande vallée

## Voix françaises
| - Lita Recio dans : - Un cœur pris au piège - Boule de feu - Assurance sur la mort - Raccrochez, c'est une erreur - Ville haute, ville basse - La Femme à l'écharpe pailletée - Chaînes du destin - Le Souffle sauvage - Le Démon s'éveille la nuit - Titanic - L'Homme à tout faire - La Grande Vallée (série télévisée - Saison 1) - Dynastie (série télévisée) - Dynastie 2 : Les Colby (série télévisée) - Jacqueline Ferrière dans : - Témoin de ce meurtre - Les Rubis du prince birman - Celui qui n'existait pas | et aussi : - Danièle Douet dans La Grande Muraille (2e doublage) - Marie Francey dans Pacific Express - Paula Dehelly dans La Tour des ambitieux - Françoise Fechter dans La Reine de la prairie - Lucienne Givry dans Le Souffle de la violence - Marion Loran dans La Grande Vallée (série télévisée - Saisons 2 à 4) - Julia Dancourt dans La Grande Vallée (série télévisée - dernier épisode) - Paule Emanuele dans Les oiseaux se cachent pour mourir (série télévisée) |